# Reisensburg
Reisensburg ist ein Ortsteil der Stadt Günzburg im schwäbischen Landkreis Günzburg in Bayern. Das Pfarrdorf liegt am Südufer der Donau nordöstlich von Günzburg.

## Geschichte
Zur schon 955 bezeugten Burg wird schon immer eine Siedlung gehört haben. Reisensburg gehörte im späten Mittelalter zur Markgrafschaft Burgau, im 16. Jahrhundert hatte auch die Reichsstadt Ulm hier Besitzungen. 
Die bis dahin selbständige Gemeinde Reisensburg wurde am 1. Mai 1978 zu Günzburg eingegliedert.

## Baudenkmäler
Siehe auch: Liste der Baudenkmäler in Reisensburg
- Schloss Reisensburg
- Pfarrkirche St. Sixtus aus dem 18. Jahrhundert

## Söhne des Ortes
- Georg Lacher (1809–1882), Kirchenmaler
- Eugen Kleindienst (* 1952), katholischer Theologe